# Pueblo Nuevo Coatzacoalcos
Pueblo Nuevo Coatzacoalcos är en ort i Mexiko.   Den ligger i kommunen Ocosingo och delstaten Chiapas, i den sydöstra delen av landet, 900 km öster om huvudstaden Mexico City. Pueblo Nuevo Coatzacoalcos ligger 992 meter över havet och antalet invånare är 227.
Terrängen runt Pueblo Nuevo Coatzacoalcos är kuperad. Runt Pueblo Nuevo Coatzacoalcos är det glesbefolkat, med 16 invånare per kvadratkilometer. Närmaste större samhälle är Taniperla, 7,0 km söder om Pueblo Nuevo Coatzacoalcos. I omgivningarna runt Pueblo Nuevo Coatzacoalcos växer i huvudsak städsegrön lövskog.